# Cleanse the Bacteria
Cleanse the Bacteria (en castellano, «Limpiar las bacterias») es un álbum recopilatorio de grupos de hardcore punk editado en 1985 por la discográfica Pusmort Records y compilado por el artista gráfico Pushead (dueño de Pusmort y cantante de Septic Death), cuyos dibujos ilustran la portada del disco. 
Es un recopilatorio que ha adquirido la categoría de álbum de culto. En él, aparecen varias bandas pioneras del hardcore punk y del grindcore, como Siege (de quienes esta es su única referencia oficial).
El álbum presenta ilustraciones de Pushead en la portada y constituyó la segunda publicación del sello (referencia Pusmort 0012-02). La primera tirada venía con un maxisencillo de regalo (Pusmort 0012-03), con más canciones de algunos de los grupos del recopilatorio.
Aunque varios de los grupos incluidos son de origen estadounidense, la mayoría proceden de diversos países, lo que convierte al disco en uno de los primeros recopilatorios internacionales de hardcore (posterior a Welcome to 1984, World class punk, P.E.A.C.E. y otros pocos). Junto a los norteamericanos (7 Seconds, los mencionados Siege, Corrosion of Conformity, Poison Idea y los Septic Death de Pushead), se encuentran los australianos Civil Dissident, los ingleses Instigators y Part 1 (un grupo de darkwave relacionado con Rudimentary Peni), los suecos Crude SS y Mob 47, los noruegos Akutt Innleggelse, los japoneses Execute, los holandeses Genocide Express (ex Agent Orange), los alemanes Inferno, los daneses Enola Gay, los fineses Holy Dolls (ex Riistetyt), los belgas Zyklome A y los austríacos Extrem. 

## Lista de canciones

### Cara A
1. 7 Seconds - «Regress no way»
2. 7 Seconds - «We're gonna fight»
3. Civil Dissident - «20th century holocaust»
4. Civil Dissident - «Deth for a buzz»
5. Instigators - «53rd state»
6. Instigators - «The blood is on your hands»
7. Siege - «Sad but true»
8. Siege - «Cold war»
9. Siege - «Walls»
10. Corrosion of Conformity - «Kiss of Death»
11. Crude SS - «Nazi go home»
12. Crude SS - Spräng alla komunhus»
13. Akutt Innleggelse - «Tenk Nå!»
14. The Execute - «Slash (live)»

### Cara B
1. Part 1 - «Black mass»
2. Poison Idea - «Typical»
3. Poison Idea - «Die on your knees»
4. Genocide Express - «Genocide Express»
5. Genocide Express - «Factory»
6. Inferno - «Freitod»
7. Inferno - Wir sind schon tot II»
8. Mob 47 - «Fred & Rattvisa», Sjuk Varid, Nedrusta Nu, Snuten Styr» || Mob 47
9. Mob 47 - «Sjuk vårld»
10. Mob 47 - «Nedrusta nu»
11. Mob 47 - «Snuten styr»
12. Septic Death - «Terrorain»
13. Septic Death - «Change»
14. Enola Gay - «Grav et kul»
15. Enola Gay - Enola Gay
16. Holy Dolls - «Beast of the Apocalypse»
17. Zyklome A - «People die»
18. Zyklome A - «Angry face»
19. Extrem - «Nazi raus»

### Maxisencillo de regalo
1. Corrosion of Conformity - «Prayer»
2. Mob 47 - «Religion är hjärdtvätt»
3. Civil Dissident - «That was, this is»
4. Genocide Express - «Emotions»
5. Instigators - «Wrong world»
6. Part 1 - «Possessed»
7. Poison Idea - «I gotta right» (The Stooges)

- Datos: Q5130587